# Capitaine (Belgique)
Pour les articles homonymes, voir Capitaine.
Capitaine est un grade utilisé par les Forces armées belges ainsi que dans certaines unités de la sécurité civile belge.

## Description
Le grade de capitaine est le troisième grade d'officier dans les composantes de terre et de l'air, et la composante médicale. Il est supérieur au grade de lieutenant et inférieur au grade de major.
L'équivalent dans la Marine belge est : lieutenant de vaisseau
|       |     |          |        |  |                  |  |                   |
| Terre | Air | Médicale | Marine |  | Sapeurs-pompiers |  | Protection civile |